# NGC 5374
NGC 5374 је спирална галаксија у сазвежђу Девица која се налази на NGC листи објеката дубоког неба.
Деклинација објекта је + 6° 5' 49" а ректасцензија 13h 57m 29,5s. Привидна величина (магнитуда) објекта NGC 5374 износи 12,7 а фотографска магнитуда 13,5. NGC 5374 је још познат и под ознакама UGC 8874, MCG 1-36-4, CGCG 46-16, IRAS 13549+0620, PGC 49650.